# Renpet
Renpet (egipčansko rnpt) je bila egipčanska beseda, ki je pomenila leto.
Renpet je bila tudi staroegipčanska boginja, ki je poosebljala leto. V umetnosti in slikarstvu so jo upodabljali kot žensko s palmovo mladiko, ki je simbolizirala čas, nad glavo. Žensko so pogosto imenovali Gospodarica večnosti in je poosebljala plodnost, mladost in pomlad. Glif se je pogosto pojavljal na spomenikih in zapisih skozi celo egipčansko zgodovino na začetku izraza,  ki je pomeni  faraonovo vladarsko leto.

## Sklic
1. ↑  Mey Zaki: The Legacy of Tutankhamun Art and History.